# Сон Сынван
Сон Сынван (кор. 손승완; род. 21 февраля 1994 года), более известная как Вэнди, — южнокорейская певица и актриса

. Является главной вокалисткой гёрл-группы Red Velvet, а также участницей супергруппы Got the Beat. Она дебютировала сольно 5 апреля 2021 года с мини-альбомом Like Water.

## Ранняя жизнь
Вэнди родилась 21 февраля 1994 года в районе Сонбук-Дон в Сеуле, Южная Корея. В возрасте пяти лет она уже мечтала стать певицей, так как её семья любила музыку. Помимо своей страсти к пению, девушка также умела играть на нескольких музыкальных инструментах, таких как фортепиано, гитара, флейта и саксофон.
Вэнди жила со своей семьёй в Чечхоне до пятого класса, после чего переехала в Канаду со своей старшей сестрой Сон Сын Хи. Она жила в Броквилле до переезда в США для поступления в Шаттак Сент-Мари, где получала многочисленные награды за достижения в музыке. Там она начала использовать английское имя Вэнди Сон. Позже она училась в старшей школе Ричмонд-Хилла (Richmond Hill High School), где выступала в хоре под названием Vocal Fusion. В итоге она научилась свободно владеть английским, а также разговаривать на французском и испанском языках.
Изначально родители были против того, чтобы она начинала музыкальную карьеру из-за учёбы, но так как девушка успевала всё совмещать, то ей разрешили пойти на прослушивание, чтобы стать певицей в Южной Корее.

## Карьера

### 2010−2014: Предебют и SM Rookies
В 2010 году Вэнди участвовала в онлайн-прослушивании «Koreaboo: Cube Entertainment Global Auditions 2011». Несмотря на то, что она не стала победительницей, она была одной из пяти финалисток, которых G.NA и Koreaboo выбрали из более 5 тысяч отправленных видео, чтобы провести финальный раунд в Ванкувере и открыть дебютный шоукейс G.NA.
В 2012 году Вэнди стала трейни S.M. Entertainment после прохождения международного прослушивания в Канаде, а 14 марта 2014 года была представлена как участница предебютной команды SM Rookies. Как часть этой команды она выпустила песню «Because I Love You» в качестве саундтрека к дораме «Мими» и появилась в музыкальном видео.

### 2014—2020: Red Velvet и сольная деятельность

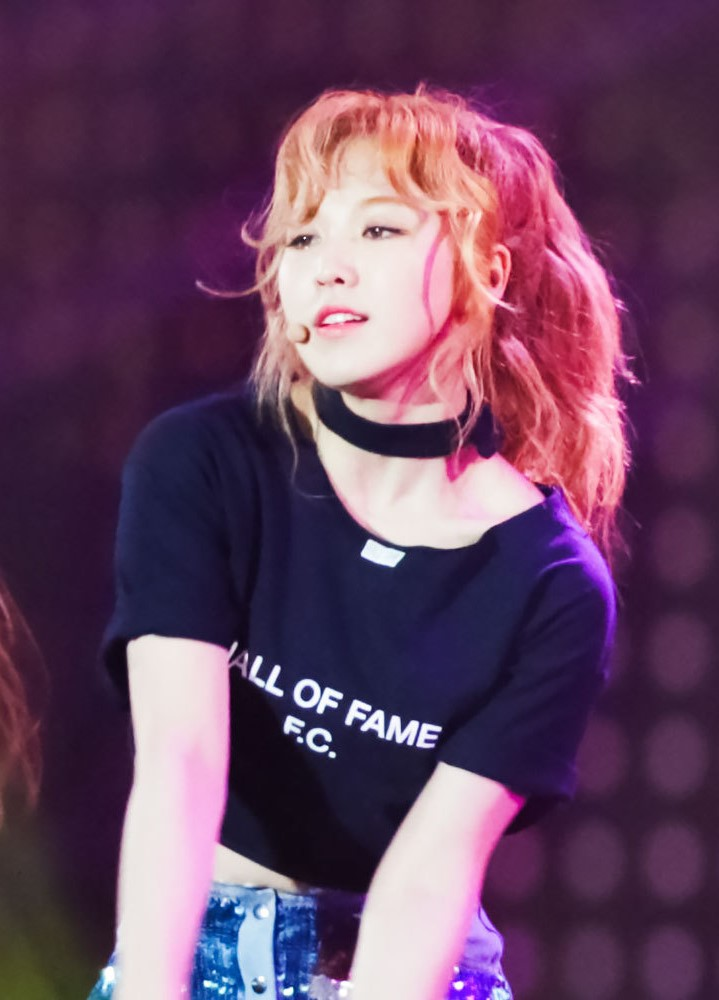
Вэнди на 25-й церемонии Seoul Music Awards, январь 2016 года

В июле 2014 года Вэнди была представлена как участница новой женской группы Red Velvet под управлением компании S.M. Entertainment. Дебют состоялся 1 августа с цифровым синглом «Happiness».
8 июня 2015 года была выпущена песня «Return», записанная совместно с рэпершей Юк Джидам, которая стала саундтреком для дорамы «Кто ты: Школа 2015»; она дебютировала на 31 месте в Gaon Singles Chart. 16 октября состоялся релиз песни «Let You Know», записанной в качестве саундтрека для сериала «День Д».
В январе 2016 года Вэнди стала одной из судей телешоу «Мы поженились», а также приняла участие в проекте «Певец в маске» под именем «Space Beauty Maetel». В марте она записала композицию «Spring Love» вместе с Эриком Намом в рамках проекта «S.M. Station». В июле Вэнди и Сыльги выпустили песню «Don’t Push Me» для дорамы «Безрассудно влюблённые». В октябре она стала участницей шоу «Правда и Уловка» вместе с Айрин. В декабре Вэнди выпустила ещё две песни в рамках «S.M. Station» («Have Yourself a Merry Little Christmas» и «Sound of Your Heart»), а также выпустила англоязычную версию хита Рики Мартина «Vente Pa' Ca».
В январе 2017 года состоялся релиз песни «I Can Only See You», записанной с Сыльги для дорамы «Хваран». В феврале она исполнила корейскую версию песни «My Time» специально для мультфильма «Елена из Авалона». В том же месяце стала ведущей шоу K-Rush. 27 октября Вэнди с Сыльги и Кантой выпустила кавер-сингл «신화(Doll)», являющийся ремейком одноимённого хита 2001 года, композитором которого также был Канта, но в исполнении Шин Хёнсона и Ли Чжинуха, участников Shinhwa, когда группа находилась под управлением S.M. Месяцем ранее кавер был представлен на телешоу «Фантастический дуэт». Видеоклипом стало само выступление с песней в рамках ежегодного SMTown World Tour в Японии. 2 декабря состоялась премьера сингла «성냥팔이 소녀 (The Little Match Girl)» в рамках второго сезона SM Station, в записи которого приняла участие Бэк А Ён (JYP Entertainment). 29 декабря был выпущен общий сингл «Dear My Family», ранее выпущенный в 2012 году, но перезаписанный при участии уже новых артистов S.M. и являющийся благотворительным, а также выпущенный в память о Ким Джонхёне из SHINee, скончавшегося 18 декабря.
19 октября 2018 года состоялась премьера сингла «Written In The Stars», записанного при участии американского певца Джона Ледженда в рамках перезапуска SM Station — SM Station x 0.
В марте 2020 года было подтверждено, что Венди примет участие в озвучке анимационного фильма Тролли. Мировой тур. Фильм вышел в прокат в апреле. В мае Венди выпустила саундтрек с Зико для дорамы The King: Eternal Monarch.

### 2021—н.в: Сольный дебют
В январе 2021 года Венди официально вернулась в качестве соведущей Mysterious Record Shop. В марте было объявлено, что Венди дебютирует в качестве сольной исполнительницы с альбомом, выпущенным в апреле. Позже это было подтверждено как её первый мини-альбом Like Water, который был выпущен 5 апреля.
27 декабря Венди была представлена как участница супергруппы Got the Beat вместе с Сыльги. Группа дебютировала 3 января 2022 года.

## Личная жизнь

### Несчастный случай
25 декабря 2019 года Венди получила травмы во время репетиции для Gayo Daejeon. Из-за предполагаемого отсутствия общих мер безопасности персоналом шоу при проектировании сцены, а также из-за того, что на площадке не было подъёмной лестницы, она упала примерно на 2,5 метра (8,2 фута). Её травмы включают перелом таза, перелом запястья и треснувшую скулу на правой стороне лица.
Несчастный случай и последующая госпитализация привели к отмене всех её запланированных мероприятий. В феврале 2020 года Венди была выписана из больницы после двухмесячного выздоровления и начала амбулаторное лечение.

## Дискография

### Мини-альбомы
- Like Water (2021)
- Wish You Hell (2024)

## Фильмография

### Фильмы
| Год  | Название            | Роль              | Примечание                   |
| ---- | ------------------- | ----------------- | ---------------------------- |
| 2015 | SMTown The Stage    | В роли самой себя | Документальный фильм SM Town |
| 2020 | Тролли. Мировой тур | Вани              | Анимационный фильм           |

### Телесериалы
| Год  | Название       | Канал | Роль              | Примечание       |
| ---- | -------------- | ----- | ----------------- | ---------------- |
| 2016 | Потомки солнца | KBS2  | В роли самой себя | Камео (16 серия) |

### Развлекательные шоу
| Год       | Название                   | Канал | Роль      | Примечания                            | Ссылки        |
| --------- | -------------------------- | ----- | --------- | ------------------------------------- | ------------- |
| 2015      | 100 People, 100 Songs      | JTBC  | Участница | Вместе с Сыльги                       |               |
| 2015-2016 | We Got Married             | MBC   | Участница |                                       | [ 36 ]        |
| 2016      | King of Masked Singer      | MBC   | Участница | As «Space Beauty Maetel» (эпизоды 43) |               |
| 2016-2017 | Trick & True               | KBS   | Участница | Эпизод 1                              | [ 37 ] [ 38 ] |
| 2017      | Raid the Convenience Store | tvN   | Гость     | Trial Programming                     | [ 39 ]        |
| 2017      | K-Rush                     | KBS   | Гость     | Эпизоды 1-4                           |               |
| 2018      | Battle Trip                | KBS   | Cast      | Вместе с Сыльги (Эпизоды 100—103)     |               |

## Награды и номинации
| Год  | Премия                  | Номинация                            | Что номинировано | Результат |
| ---- | ----------------------- | ------------------------------------ | ---------------- | --------- |
| 2016 | Mnet Asian Music Awards | Лучшая коллаборация (с Эриком Намом) | «Spring Love»    | Номинация |
| 2016 | Mnet Asian Music Awards | Песня Года                           | «Spring Love»    | Номинация |